# Dmitri Wadimowitsch Woloschin
Dmitri Wadimowitsch Woloschin (russisch Дмитрий Вадимович Волошин; * 26. September 1989 in Magnitogorsk, Russische SFSR) ist ein russischer Eishockeytorwart, der seit 2011 beim HK Dynamo Balaschicha in der Wysschaja Hockey-Liga unter Vertrag steht.

## Karriere
Dmitri Woloschin begann seine Karriere als Eishockeyspieler in seiner Heimatstadt in der Nachwuchsabteilung des HK Metallurg Magnitogorsk, für dessen zweite Mannschaft er von 2006 bis 2008 in der drittklassigen Perwaja Liga aktiv war. Anschließend gab der Torwart für Neftjanik Almetjewsk aus der Wysschaja Liga, der zweiten russischen Spielklasse, sein Debüt im professionellen Eishockey. Bei seinen beiden Einsätzen wies er einen Gegentorschnitt von 4,34 auf. Zur folgenden Spielzeit kehrte er zu seinem Ex-Club Metallurg Magnitogorsk zurück, für den er jedoch nur zu einem sechsminütigen Einsatz in der Kontinentalen Hockey-Liga kam. Die gesamte restliche Spielzeit verbrachte er bei Magnitgorsks Juniorenteam Stalnyje Lissy Magnitogorsk in der Nachwuchsliga MHL. Dort wurde er mit Stalnyje Lissy Meister. Er selbst wies in der Hauptrunde mit 1,79 Toren pro Spiel den niedrigsten Gegentorschnitt der Liga, sowie mit 92,5 Prozent die beste Fangquote der Liga auf. In der Saison 2010/11 kam er nur zu einem weiteren KHL-Einsatz für Metallurg Magnitogorsk und verbrachte die gesamte restliche Spielzeit erneut bei dessen MHL-Team.
Zur Saison 2011/12 schloss sich Woloschin dem HK Dynamo Balaschicha aus der Wysschaja Hockey-Liga an.

## Erfolge und Auszeichnungen
- 2010 Charlamow-Pokal-Gewinn mit Stalnyje Lissy Magnitogorsk
- 2010 Geringster Gegentorschnitt der MHL
- 2010 Höchste Fangquote der MHL

## Statistik
(Stand: Ende der Saison 2010/11)